# Adoretus javanus
Adoretus javanus är en skalbaggsart som beskrevs av Ernst Gustav Kraatz 1895. Adoretus javanus ingår i släktet Adoretus och familjen Rutelidae. Inga underarter finns listade i Catalogue of Life.